# Monteaux
Monteaux – miejscowość i gmina we Francji, w Regionie Centralnym, w departamencie Loir-et-Cher.
Według danych na rok 1990 gminę zamieszkiwało 630 osób, a gęstość zaludnienia wynosiła 100 osób/km² (wśród 1842 gmin Centre, Monteaux plasuje się na 584. miejscu pod względem liczby ludności, natomiast pod względem powierzchni na miejscu 1314.).